# Жихлинські (герб)
Жихлинські – шляхетський герб, різновид герба Наленч з клейнодом із герба Слєповорон.

## Опис герба
У червоному полі срібна пов'язка (хустка), зложена в коло й зав'язана знизу, з опущеними кінцями.
Клейнод: чорний крук, що готується до польоту, тримає в дзьобі золотий перстень.

## Роди
Жихлинські (Żychliński).